# UseModWiki
UseModWiki è un software wiki scritto in linguaggio di programmazione Perl. Il programma è stato licenziato sotto GNU General Public License. Le pagine scritte in UseModWiki sono disposte in un database normale e non secondo un database relazionale. L'interfaccia è simile a quella di MediaWiki secondo la skin classica.

## Storia
Clifford Adams basò UseModWiki sul codice della AtisWiki di Marcus Denker, che a sua volta era basata sul codice CvWiki di Peter Merel. CvWiki è stato il primo programma wiki basato su licenza GNU, derivante da Wikibase, il motore wiki di WikiWikiWeb di Ward Cunningham.
Il primo utilizzo di UseModWiki fu in usemod.com, wiki di Adams, a base del Usenet Moderation Project (Usemod) che venne utilizzato da AtisWiki dall'11 ottobre 1999. Il secondo utilizzo di UseModWiki, in MeatballWiki di Adams e Sunir Shah, dedicato alle comunità online, venne installato in usemod.com il 24 aprile 2000.
Dal 15 gennaio 2001 fino agli inizi del 2002, UseModWiki venne usato per la prima edizione di Wikipedia che venne poi traslata al software MediaWiki (allora chiamato ancora Phase II). Per alcune versioni di wikipedia, UseModWiki rimase in servizio anche oltre il 2002, p.es. la versione italiana migrò a MediaWiki agli inizi di dicembre 2003.
Il programma parente di WikiWikiWeb, the Adjunct, partito nel luglio 2005, girava anch'esso su UseModWiki.
UseMod venne utilizzato anche da Peter Harrison, capo del Festiniog Railway Heritage Group, per far girare la sua wiki, che non aveva un nome ed era conosciuta come "FestWiki". Nel 2006, Harrison modificò profondamente una copia di UseMod 1.0 per far girare il suo sito. La versione modificata venne chiamata sempre FestWiki, ed aveva un aspetto simile al MediaWiki del tempo. Il sito utilizzò FestWiki fino al 2010, quando fu migrato su MediaWiki.

## Versioni di UseModWiki
| Data              | Versione |
| ----------------- | -------- |
| 22 gennaio 2000   | 0.70     |
| 18 giugno 2000    | 0.80     |
| 15 luglio 2000    | 0.82     |
| 26 agosto 2000    | 0.86     |
| 12 ottobre 2000   | 0.88     |
| 24 dicembre 2000  | 0.90     |
| 16 febbraio 2001  | 0.91     |
| 21 aprile 2001    | 0.92     |
| 12 settembre 2003 | 1.00     |
| 9 giugno 2007     | 1.01     |
| 26 agosto 2007    | 1.02     |
| 12 settembre 2007 | 1.03     |
| 1º dicembre 2007  | 1.04     |
| 28 agosto 2009    | 1.05     |
| 5 novembre 2016   | 1.06     |